# Rắn cạp nong
Rắn cạp nong hay còn gọi rắn đen vàng, rắn ăn tàn, tu cáp đổng (dân tộc Tày), ngù tắm tàn (dân tộc Thái) (danh pháp hai phần: Bungarus fasciatus) là một loài rắn cạp nia sinh sống ở Ấn Độ, Bangladesh, Nam Trung Quốc và Đông Nam Á. Nó là loài dài nhất trong chi Cạp nia.

## Phân bố
Đây là loài rắn độc. Loài rắn cạp nong này có mặt ở toàn bộ tiểu vùng Ấn Độ-Trung Quốc, bán đảo Malaysia và Việt Nam.
Nó đã được ghi lại từ Ấn Độ thông qua Maharashtra, Bihar, Jharkhand, Madhya Pradesh, Chhattisgarh và Andhra Pradesh, qua Myanmar, Campuchia, Thái Lan, Lào, Việt Nam và Trung Quốc (bao gồm cả Hồng Kông) phía Nam đến Malaysia và các đảo chính của Boneo Indonesia (Java và Sumatra), cũng như Singapore.
Tại Ấn Độ, nó đã được ghi nhận từ Đông Bắc Ấn Độ, Tây Bengal, Orissa, parts of Maharashtra, Bihar, Jharkhand, Madhya Pradesh, Chhattisgarh và Andhra Pradesh. Nó đã được ghi nhận ở Bihar và Orissa và xa về phía nam và phía tây như Hyderabad và Warangal và các thung lũng Awadh, Godavari và Mahanadi. Tại Maharashtra nó được tìm thấy ở các quận Chandrapur & Gadchiroli.

## Sinh thái và tập tính
Rắn cạp nong sinh sống ở nhiều loại môi trường sống, từ núi đất, rừng thưa, trảng cỏ, ven khe suối, nương rẫy. Chúng sinh sống trong gò mối và hang của động vật gặm nhấm, trong hốc cây, hẻm đá.
Rắn cạp nong sống đơn lẻ, ban ngày chúng cuộn mình trong các hang, đám cỏ, và thường rất chậm chạp. Chúng thường được thấy khi trời mưa. Ban đêm rắn hoạt động và đi kiếm ăn ở bờ ruộng gần rừng, ven khe suối, vũng nước. Cạp nong không săn đuổi mồi mà chúng thường nằm chờ cho con mồi đi qua. Chúng bơi giỏi và thường bò theo ánh lửa.
Thức ăn chủ yếu của rắn cạp nong là con rắn khác, nhưng đôi khi chúng cũng ăn cá, ếch, trứng rắn. Những loài rắn bị loài cạp nong ăn là: Xenochrophis piscator, Amphiesma stolatum, Ptyas mucosus, Ptyas korros, Boiga trigonata, Ovophis tonkinensis.
Rắn cạp nong cái đẻ và canh giữ trứng trong khoảng tháng 4 đến tháng 5 hàng năm.